# Баяно
Баяно (итал. Baiano) — коммуна в Италии, располагается в регионе Кампания, подчиняется административному центру Авеллино.
Население составляет 4661 человек, плотность населения составляет 388 чел./км². Занимает площадь 12 км². Почтовый индекс — 83022. Телефонный код — 081.
Покровителем коммуны почитается святой первомученик Стефан, празднование 3 августа.